# Hobbe Baerdt van Sminia (1655-1721)
Hobbe Baerdt van Sminia (Leeuwarden, 22 augustus 1655 (gedoopt) - aldaar, 23 oktober 1721) was raadsheer en president-raadsheer van het gerechtshof van Friesland te Leeuwarden.

## Biografie
Van Sminia was een zoon van de raadsheer Jetze van Sminia en van Anna Maria van Baerdt. Hij was secretaris van de grietenij Stellingwerf-Westeinde. In 1679 werd hij door het kwartier Zevenwolden gekozen tot raadsheer in het Hof van Friesland. Ondanks protesten vanuit Oostergo bleef zijn benoeming gehandhaafd. Hij vervulde deze functie gedurende bijna 42 jaar. De laatste zes jaar was hij tevens president van het hof.
Van Sminia is driemaal getrouwd geweest. Op 2 januari 1678 trouwde hij te Franeker met Tetje Gerroltsma. Op 17 april 1692 trouwde hij te Oudega met Catharina van Haersma. Zijn derde huwelijk sloot hij op 3 april 1701 te Rijperkerk met Ida Margaretha van Rhala. Hij had in het totaal negen kinderen. Van Sminia was in 1697 de een na rijkste Fries met een geschat vermogen van 450.000 gulden. In 1706 kocht hij het grietmanschap van Hinnaarderadiel voor 38.000 gulden van Edzard van Grovestins voor zijn zoon Idzard uit zijn eerste huwelijk.
Van Sminia kocht in 1681 de stins De Klinze, ook oppe Clincke genoemd, in Oudkerk. Tot 1966 hebben zijn nazaten deze stins bewoond.

## Huwelijken en kinderen
Van Sminia trouwde op 2 januari 1678 te Franeker met Tettje Gerroltsma (1691), dochter van Idsert Gerroltsma en Yda Baerdt. Samen kregen zij de volgende kinderen: 
1. Anna Maria van Sminia (1680-1710), trouwde met Ulbe Aylva van Burmania, grietman van Leeuwarderadeel.
2. Idzart van Sminia (1685-1686), jong overleden.
3. Titia Catharina van Sminia (1687-1687), jong overleden.
4. Idzard van Sminia (1689-1754), trouwde met Tjallinga Ædonia van Eysinga, dochter van Tjalling Aede Johan van Eysinga. Idzard was grietman van Hennaarderadeel.

Van Sminia trouwde op 17 april 1692 te Oudega met Catharina van Haersma (1666-1694), dochter van Arent van Haersma en Auckje van Glinstra. Samen kregen zij de volgende kinderen: 
1. Catharina Aurelia Lucia van Sminia (1693-1759), trouwde met Gosewijn Theodoor baron van Coehoorn, zoon van Menno van Coehoorn.
2. Jetze van Sminia (1694-1694), jong overleden.

Van Sminia trouwde op 3 april 1701 te Rijperkerk met Ida Margaretha van Rhala (1670-1752), dochter van Johannes Rhala en Ydtje van Andringa. Samen kregen zij de volgende kinderen: 
1. Ida Apollonia van Sminia (1702-1733).
2. Jetze van Sminia (1703-1771), trouwde met Wiskje van Haersma, dochter van Aulus van Haersma en Anna van Scheltinga. Jetze was ontvanger-generaal van de admiraliteit en secretaris van de Staten van Friesland.
3. Johannes van Sminia (1710-1734).

- Biografisch Portaal: 76841350
- Digitale Bibliotheek voor de Nederlandse Letteren: smin004
- Virtual International Authority File: 279982545
- WorldCat: E39PBJcKPm6mbVd63rcgbctHYP